# Euonymus elaeodendroides
Euonymus elaeodendroides är en benvedsväxtart som beskrevs av Ludwig Eduard Theodor Loesener. Euonymus elaeodendroides ingår i släktet Euonymus och familjen Celastraceae. Inga underarter finns listade.